# JL-2

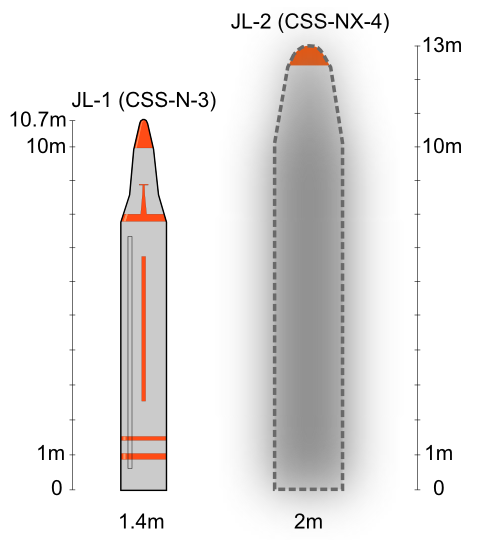
Rachetă balistică JL-1 și JL-2.

JL-2 (Ju Lang-2, "Val uriaș-2") este o rachetă balistică lansată de pe submarin, cu o rază de acțiune de 8000 kilometri și 3-4 capete de luptă nucleare MIRV, aflată în faza de testare. Este prevăzută să intre în serviciul marinei militare chineze pe submarine Clasa Jin.